# Marolles-en-Hurepoix
 Marolles-en-Hurepoix  es una población y comuna francesa, ubicada en la región de Isla de Francia, departamento de Essonne, en el distrito de Palaiseau y cantón de Brétigny-sur-Orge.

## Demografía
| 1401 | 1578 | 2711 | 3549 | 4126 | 4669 |
| Para los censos de 1962 a 1999 la población legal corresponde a la población sin duplicidades (Fuente: INSEE [Consultar]) |      |      |      |      |      |